# 黃偉賢 (監製)
黃偉賢（英語：Wong Wai Yin）香港導演、監製。1995年投考TVB助理編導訓練班入行，後來晉升編導。曾於2002-2012年期間替多部TVB電視劇集從事導演工作，於2013年轉投香港電視網絡有限公司及於同年開拍劇集惡毒老人同盟，2017年獲無綫電視邀請回巢拍攝50週年台慶劇集溏心風暴3，之後替ViuTV擔任監製及執導首部卅集一小時長劇「冥冥之中」等等。

### 監製作品(劇集)
- 2022年：《冥冥之中》

### 導演作品(劇集)
- 2022年：《冥冥之中》
- 2017年：《溏心風暴3》
- 2014年：《惡毒老人同盟》
- 2012年：《愛·回家 (第一輯)》
- 2012年 : 《衝呀！瘦薪兵團》
- 2012年 : 《護花危情》
- 2012年 : 《誰家灶頭無煙火》
- 2011年：《法證先鋒III》
- 2011年：《Only You 只有您》
- 2011年：《隔離七日情》
- 2010年：《談情說案》
- 2010年：《天天天晴》
- 2009年：《老友狗狗》
- 2009年：《有營煮婦》
- 2008年：《Click入黃金屋》
- 2008年：《與敵同行》
- 2008年：《甜言蜜語》
- 2007年：《秀才愛上兵》
- 2007年：《爸爸閉翳》
- 2006年：《法證先鋒》
- 2006年：《飛短留長父子兵》
- 2006年：《天機算》
- 2006年：《搜神傳》
- 2004年：《翻新大少》
- 2004年：《秀才遇着兵》
- 2003年：《心花放》
- 2003年：《鳳舞香羅》
- 2002年：《陀槍師姐IV》